# Lusigny-sur-Barse
 Lusigny-sur-Barse  es una población y comuna francesa, en la región de Gran Este, departamento de Aube, en el distrito de Troyes y cantón de Lusigny-sur-Barse.

## Demografía
| 1009 | 1012 | 990 | 1073 | 1281 | 1449 |
| Para los censos de 1962 a 1999 la población legal corresponde a la población sin duplicidades (Fuente: INSEE [Consultar]) |      |     |      |      |      |